# Надир, Кериме
Кериме Надир Азрак (тур. Kerime Nadir Azrak; 5 февраля 1917, Стамбул, Османская империя — 20 марта 1984, Стамбул, Турция) — турецкая писательница.

## Биография
Её отцом был финансовый директор Надир Азрак.
Закончила французскую среднюю школу Святого Иосифа в Стамбуле в 1935 году. Кроме того, брала частные уроки.
Летние месяцы проводила в молодости в особняках своих тётушек в Бейлербейи и Чамлике.
Дважды выходила замуж, каждый брак длился недолго.
Умерла от рака в отеле Maçka Palace, где она проживала, 20 марта 1984 года.

## Писательская карьера
Свою литературную карьеру начала с публикации стихов и коротких рассказов в периодических изданиях Servet-i Fünun («Богатство знаний»), Uyanış («Пробуждение») и Yarım Ay («Полумесяц») в 1937 году. В том же году её роман Yeşil Işıklar («Зеленые огни») был опубликован.
Позже её рассказы и романы в жанре любви и романтики появились в изданиях Yedigün («Семь дней»), Aydabir («The Monthly») и Hayat («Жизнь»). Прославилась своими эмоциональными любовными романами.
Роман «Hıçkırık» («Sob»), опубликованный в 1938 году, стал одним из самых популярных романов своего времени. Кериме Надир стала одним из самых продаваемых художественных авторов республиканской эпохи. На момент её смерти 40 из 67 её романов были напечатаны в более чем 200 изданиях и продано более пяти миллионов экземпляров. Роман Posta Güvercini («Голубь-носитель») был переведён на французский язык.
Около 30 её романов стали сценариями для кинофильмов и телесериалов. Роман Samanyolu (Млечный путь) был неоднократно экранизирован, в том числе как фильм с Айдан Шенер в 1989 году и сериал в 2019 году.